# LuLu!!
「LuLu!!」（ルル）は、2013年5月22日にリリースされた松田聖子の通算78枚目のシングル。発売元はユニバーサルシグマ。

## 解説
本作は作曲をCharaが担当。Charaはアルバム『A Girl in the Wonder Land』収録曲「ひみつ」の作詞・作曲も手がけている。
DVD付初回限定盤と通常盤の2形態で発売。

## 収録曲
全作詞:Seiko Matsuda
1. LuLu!! （4分03秒）
  - 作曲:Chara／編曲:Ryo Ogura・Naoki Kurio
2. Sweet Lover （3分54秒）
  - 作曲:Seiko Matsuda & Ryo Ogura／編曲:Ryo Ogura
3. LuLu!!（Karaoke）（4分03秒）
4. Sweet Lover（Karaoke）（3分52秒）

### DVD(初回限定盤のみ)
1. LuLu!! （Music Video Clip）

## 関連作品
- A Girl in the Wonder Land
- We Love SEIKO -35th Anniversary 松田聖子究極オールタイムベスト50Songs-